# Liên đoàn bóng đá Bulgaria
Liên đoàn bóng đá Bulgaria (BFU) (tiếng Bulgaria: Български футболен съюз, БФС) là tổ chức quản lý, điều hành các hoạt động bóng đá ở Bulgaria. Liên đoàn quản lý đội tuyển bóng đá quốc gia Bulgaria, tổ chức các giải bóng đá như vô địch quốc gia và cúp quốc gia. Liên đoàn bóng đá Bulgaria gia nhập FIFA năm 1924 và UEFA năm 1954.